# 利普斯科姆縣 (德克薩斯州)
利普斯科姆縣（英語：Lipscomb County）位美國德克薩斯州北部狹地的一個縣，東、北鄰奧克拉荷馬州。面積2,362平方公里。根据美國2000年人口普查，共有人口3,351人。縣治利普斯科姆（Lipscomb）。
成立於1876年8月21日，縣政府成立於1887年6月6日。縣名紀念任德克薩斯共和國國務卿的押尼珥·S·利普斯科姆（Abner S. Lipscomb）。